# Hans Schaul
Hans Schaul (geb. 13. Dezember 1905 in Hohensalza; gest. 10. Mai 1988 in Ost-Berlin) war ein deutscher Interbrigadist und Chefredakteur der SED-Zeitschrift Einheit.

## Leben
Schaul besuchte ab 1915 ein humanistisches Gymnasium in Frankfurt (Oder) und studierte von 1925 bis 1928 an den Universitäten Berlin, Freiburg und Heidelberg Wirtschafts- und Rechtswissenschaften. Danach war er für drei Jahre an Gerichten in Berlin als Referendar tätig. Während dieser Zeit heiratete er 1929 die Autorin Ruth Rewald. Sie und die gemeinsame Tochter (* 1937) wurden in Auschwitz getötet. Ab 1932 erhielt er seine Rechtsanwaltszulassung und arbeitete fortan in Berlin als Rechtsanwalt. Aufgrund seiner jüdischen Herkunft erhielt er ab 1933 ein Berufsverbot und flüchtete nach Paris. Dort trat er der KPD bei. Von dort wechselte er nach Spanien, um auf der republikanischen Seite ab 1936 als Leutnant der Internationalen Brigaden am spanischen Bürgerkrieg teilzunehmen. Zeitweise arbeitete er im Büro des Generalinspekteurs der Internationalen Brigaden Gallo mit und wurde Redakteur mehrerer Zeitungen. Er kehrte 1938 nach Frankreich zurück, wo er im Hilfskomitee für die deutschen Spanienkämpfer in Paris arbeitete. Im September 1939 wurde er in St. Jean-de-la-Ruelle bei Orléans interniert. Er kam in verschiedene Lager, bis er 1943 in Algerien einer britischen Arbeitskompanie beitrat. Im Jahr 1944 reiste er in die UdSSR, wo er im November ankam. Zunächst war er Instrukteur in Lagern für französische und japanische Kriegsgefangene, später dann Lehrer an verschiedenen Antifa-Schulen, unter anderem an der Antifa-Schule Nr. 2041 im Dorf Talizy.

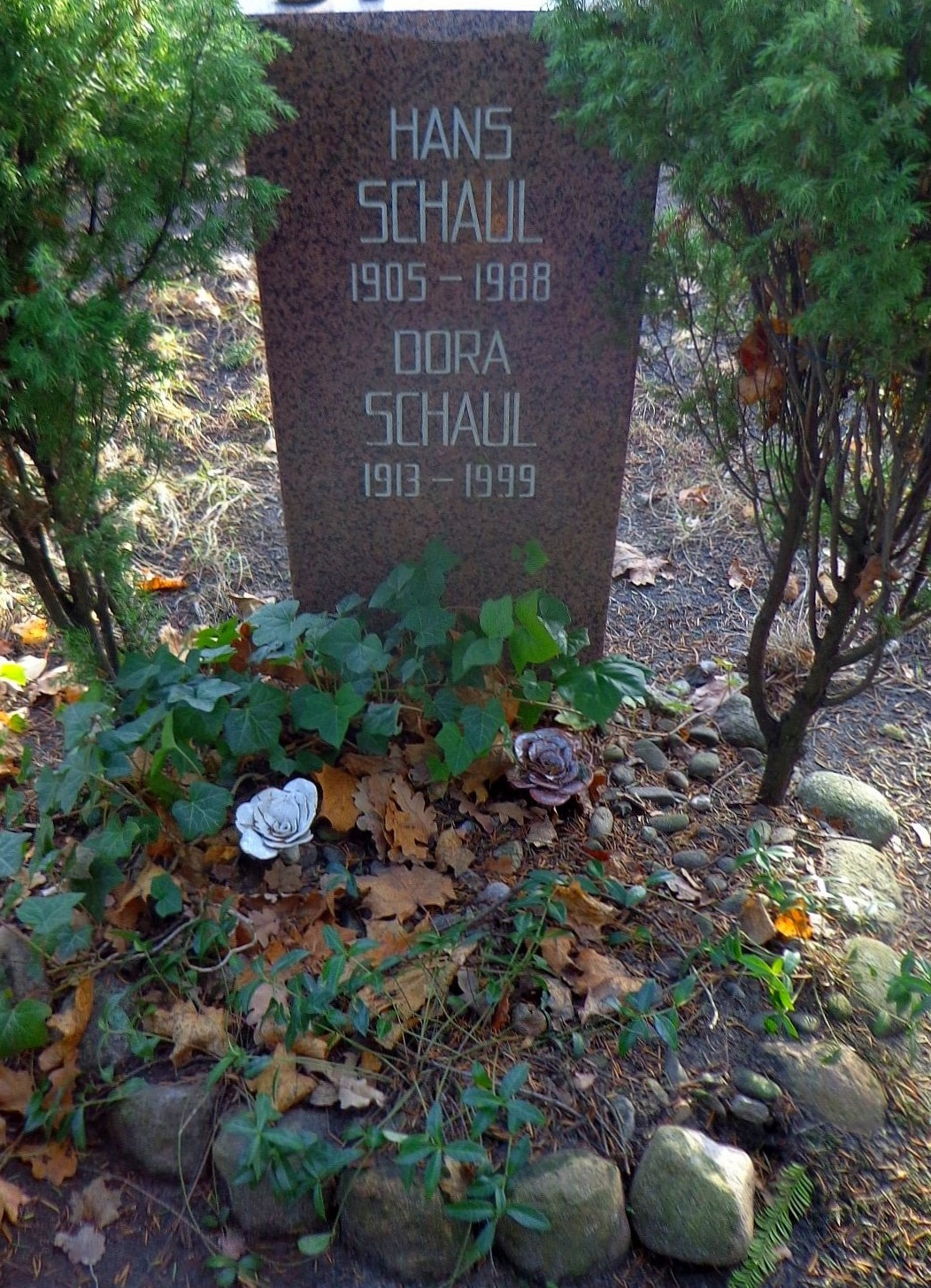
Grabstätte

Im Jahr 1948 verfügte das Zentralkomitee der Kommunistischen Partei der Sowjetunion seine Rückkehr nach Deutschland, wo er später Dora Davidsohn heiratete. Zunächst war Schaul persönlicher Mitarbeiter des Vorsitzenden der Deutschen Wirtschaftskommission Heinrich Rau, ebenfalls ein Spanienkämpfer. Später wurde er Leiter der Rechtsabteilung und Leiter einer Hauptabteilung in der Deutschen Wirtschaftskommission. Ab 1949 arbeitete er im Ministerium für Planung, das ab 1950 in die Staatliche Plankommission umgewandelt wurde. Zwischen 1951 und 1956 war Schaul Professor an der Hochschule für Ökonomie in Berlin. Danach war er bis 1972 Chefredakteur der SED-Zeitschrift „Einheit“ und damit einem Abteilungsleiter des ZK der SED gleichgestellt.
In den Jahren 1955 und 1971 erhielt er den Vaterländischen Verdienstorden, 1975 die Ehrenspange zum Vaterländischen Verdienstorden in Gold sowie 1965 den Karl-Marx-Orden.
Seine Urne wurde in der Grabanlage Pergolenweg des Berliner Zentralfriedhofs Friedrichsfelde beigesetzt.